# Клинтон, Генри, 7-й граф Линкольн

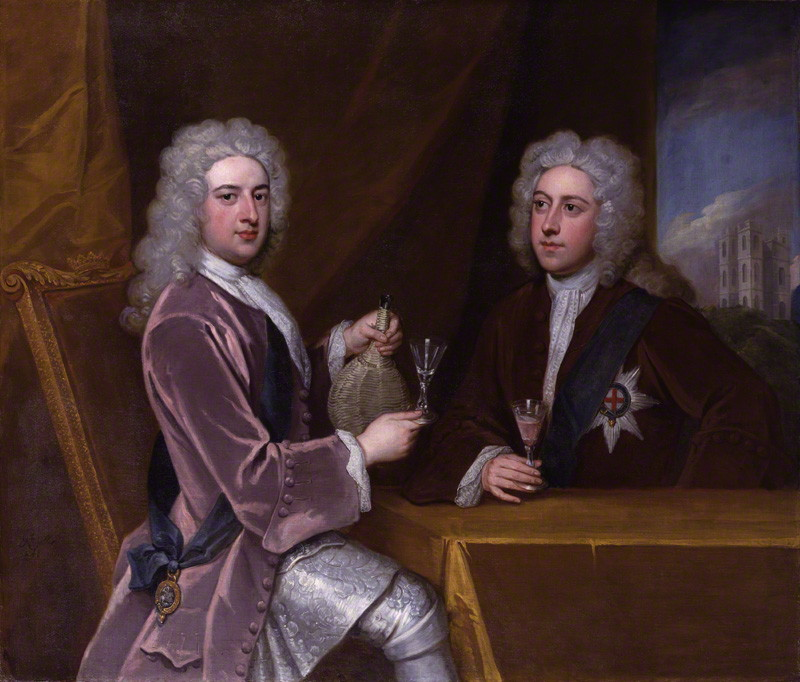
Граф Линкольн (справа) и его брат, 1-й герцог Ньюкасл (слева).

Генри Клинтон, 7-й граф Линкольн (1684 — 7 сентября 1728) — английский аристократ и политический деятель.

## Биография
Генри Клинтон был сыном Фрэнсиса Клинтона, 6-го графа Линкольна, и его второй жены Сьюзен Пеннистон. После смерти отца в 1693 году он стал 7-м графом Линкольном. 16 мая 1717 года Клинтон женился на Люси Пелэм, сестре 1-го герцога Ньюкасла, и в этом браке родились двое детей:
- Джордж Клинтон, 8-й граф Линкольн (1718—1730);
- Генри Пелэм-Клинтон, 2-й герцог Ньюкасл-андер-Лайн (1720—1794).

Клинтон был братом премьер-министра Великобритании (герцога Ньюкасла), благодаря чему занял ряд видных должностей. С 1715 до 1720 годы он финансировал британскую армию. Три года спустя он стал лордом-лейтенантом Тауэра Хэмлетс и констеблем Лондонского Тауэра. В 1725 году Клинтон стал членом Тайного совета.